# توماس مسی
تامس هرولد مسی (به انگلیسی: Thomas Massie) (زاده ۱۳ ژانویه ۱۹۷۱) سیاستمدار آمریکایی است که از سال ۲۰۱۲ میلادی نماینده مجلس از حوزه انتخابیه چهارم کنتاکی بوده‌است.
مسی به عنوان یک جمهوری‌خواه لیبرترین و یکی از اعضای جنبش تی پارتی، که در سال ۲۰۱۲ از کاندیداتوری او به کنگره حمایت کرد، توصیف شده‌است.

## اوان زندگی، تحصیل و کسب و کار
تامس مسی در هانتیگتن، ویرجینیای غربی متولد شد. او در ونسبرگ، کنتاکی بزرگ شد و با همسر آینده اش آشنا شد. او لیسانس مهندسی برق و فوق لیسانس مهندسی مکانیک را از مؤسسه فناوری ماساچوست دریافت کرد.
او در ۱۹۹۳ در آم آی تی شرکتی موفق به نام سنسبل را شروع کرد. او برنده جایزه ۳۰٬۰۰۰ دلاری کارآفرینی لمسون ام آی تی در ۱۹۹۵ شد.
مسی پس از جمع‌آوری سرمایه ۳۲ میلیون دلاری ۳۰ ثبت اختراع و استخدام ۷۰ نفر شرکت را فروخت و با خانواده‌اش به زادگاهش لوییس کانتی در کنتاکی برگشت. آنان در مزرعه‌ای بچه‌هایشان را بزرگ کردندو او خانه چوبی اش را که به شبکه برق متصل نیست بنا کرد.

## قاضی اجرایی لوییس کانتی
مسی در ۲۰۱۰ پس از شرکت در چندین جلسه سیاسی تصمیم به رقابت بر سر کرسی قاضی اجرایی لوییس کانتی گرفت.

## مجلس نمایندگان ایالات متحده
او در ۲۰۱۲ با اختلاف فاحش رقبای خود را شکست داد و به نمایندگی انتخاب شد.

### فعالیت در مجلس

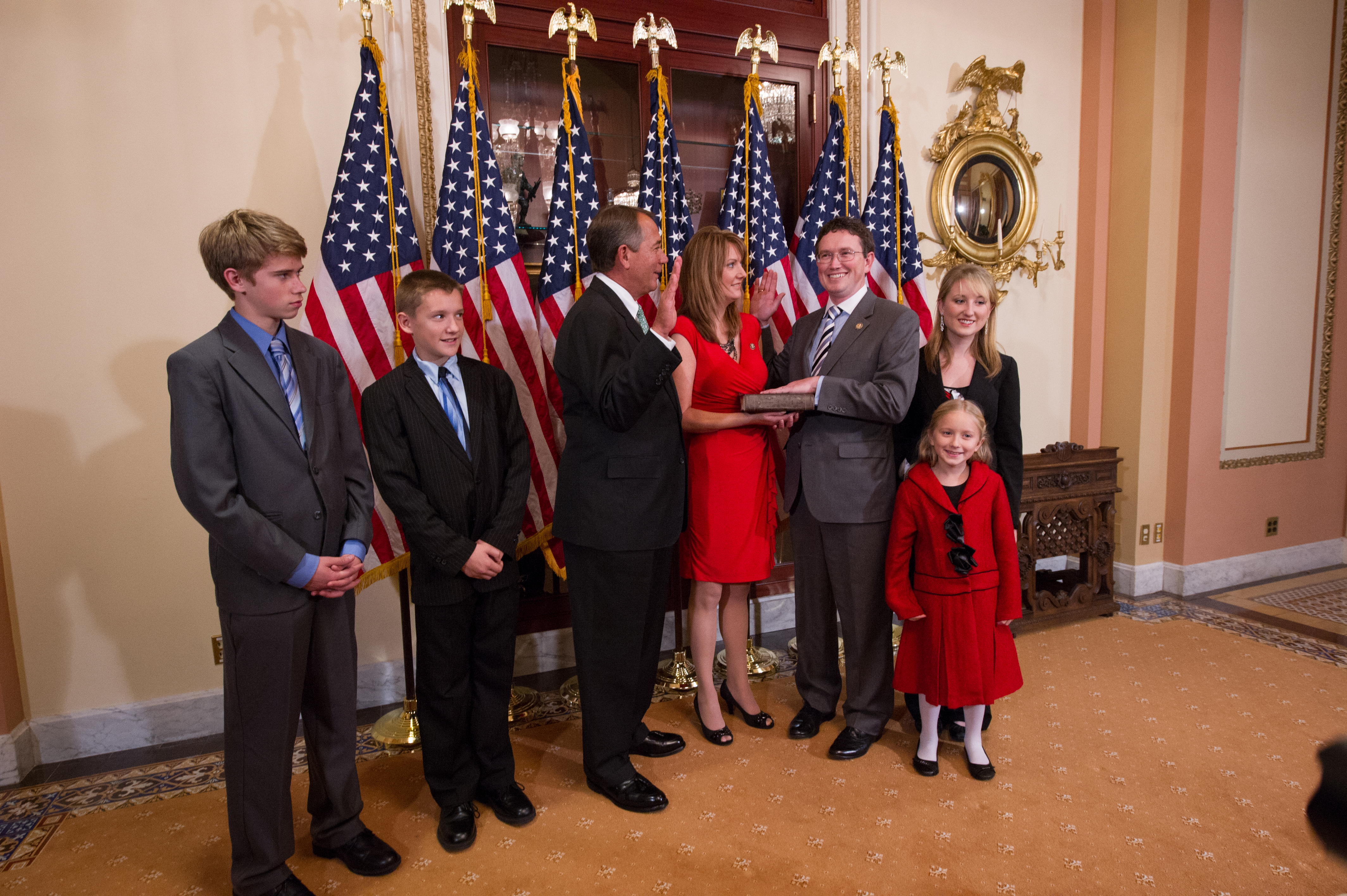
سوگند خوردن تامس مسی در برابر رئیس مجلس ۲۰۱۲.

او به عنوان رئیس زیرکمیته علم و نوآوری فناورانه مجلس انتخاب شد.
او از زمان سوگند خوردن بخش‌هایی کلیدی از قوانین را مورد حمایت قرار داده و بهشان رای داده‌است. او علیه لایحه اختیارات دفاع ملی برای سال مالی ۲۰۱۳ رای داد. او در رای‌گیری برای ریاست مجلس با رای به جاستین اماش از میشیگان اکثریت حزبش در رای به جان بینر را شکست.

## مواضع سیاسی

### سیاست خارجی
مسی از تلاش‌های گوناگونی برای کاهش دادن استفاده از نیروی نظامی آمریکا در خارج پشتیبانی کرده‌است. او در سال ۲۰۱۹ از لغو اجازه استفاده از نیروی نظامی علیه تروریست‌ها حمایت کرد، و استدلال کرد که این اجازه بیش از حد وسیع است و کنگره باید حق قانونی خود برای اعلان جنگ را بازپس بگیرد. او از تلاش‌ها برای خارج کردن نیروهای آمریکایی از عراق و افغانستان حمایت کرد و همچنین در سال ۲۰۱۹ طرحی تقدیم کرد تا روشن شود که هیچ مجوزی برای اقدام نظامی علیه ایران وجود ندارد.
مسی قانونی پیشنهاد کرد تا عملیات‌های نظامی بدون اجازه در مصر و سوریه را متوقف کند، و طرحی داد که جلوی ارسال کمک نظامی بدون مجوز به شورشیان سوریه سد شود.
مسی به برنامه جامع اقدام مشترک، رای «حاضر» داد که تنها نماینده ای بود که چنان رایی داد و تنها جمهوریخواهی بود که علیه آن رای نداد.
مسی تنها نماینده مجلس بود که به تمدید تحریم‌ها علیه ایران در سال ۲۰۱۶ رای مخالف داد. او همچنین یکی از تنها نماینده مجلس بود که به طرحی در سال ۲۰۱۷ برای وضع تحریم‌های جدید علیه ایران، روسیه و کره شمالی رای مخالف داد، و یکی از نماینده ای بود که به لایحه پیشگیری از کار اجباری اویغورها در سال ۲۰۲۰ رای مخالف داد. در قطعنامه‌ای که مجلس نمایندگان آمریکا با ۴۲۰ رای موافق و با عنوان حمایت از معترضان ایران در تاریخ ۶ بهمن ۱۴۰۱ (۲۶ ژانویه ۲۰۲۳) تصویت کرد، وی تنها رای مخالف به این قطعنامه را داد و دلیل آنرا فشار اقتصادی این نوع اقدامات علیه مردم ایران ذکر کرد.

### حقوق اسلحه
مسی قویاً از گسترش حقوق اسلحه پشتیبانی می‌کند و یکی از دو رئیس کاکس متمم دوم است. او طرح‌هایی ارائه کرده یا از آنها حمایت کرده که تدابیر کنترل اسلحه را حذف می‌کند و حقوق اسلحه شهروندان آمریکا را گسترش می‌دهد؛ مثلاً در نشست ۲۰۱۹–۲۰۲۰ کنگره، مسی طرح H.R. 2071, «لایحه حفاظت از متمم دوم» را مطرح کرد که ممنوعیت فدرال بر بیماران مصرف‌کننده ماریجوانای طبی را از مالکیت یا داشتن سلاح گرم برمی‌دارد. او لایحه «دانش آموزان ایمن» را مطرح کرد که لایحه نواحی مدرسه عاری از سلاح را لغو می‌کند و در عمل ممنوعیت فدرال اسلحه در نواحی مدارس را لغو می‌کند و به دولت‌های ایالتی و محلی اجازه می‌دهد که سیاست‌های خود را در خصوص سلاح گرم وضع کنند.

## زندگی شخصی
مسی یک گاوداری در گریسن، کنتاکی را با زنش راندا و چهار فرزندشان اداره می‌کند. آن‌ها در خانه‌ای که از انرژی خورشیدی تأمین می‌شود زندگی می‌کنند.